# Fairlawn (Ohio)
Fairlawn és una població dels Estats Units a l'estat d'Ohio. Segons el cens del 2000 tenia 7.307 habitants.

## Demografia
Segons el cens del 2000, Fairlawn tenia 7.307 habitants, 2.986 habitatges, i 1.976 famílies. La densitat de població era de 636,9 habitants per km².
Dels 2.986 habitatges en un 27% hi vivien nens de menys de 18 anys, en un 56,2% hi vivien parelles casades, en un 8,1% dones solteres, i en un 33,8% no eren unitats familiars. En el 29,2% dels habitatges hi vivien persones soles el 12,1% de les quals corresponia a persones de 65 anys o més que vivien soles. El nombre mitjà de persones vivint en cada habitatge era de 2,3 i el nombre mitjà de persones que vivien en cada família era de 2,85.
Per edats la població es repartia de la següent manera: un 20,3% tenia menys de 18 anys, un 5,4% entre 18 i 24, un 26% entre 25 i 44, un 24,5% de 45 a 60 i un 23,8% 65 anys o més.
L'edat mediana era de 44 anys. Per cada 100 dones de 18 o més anys hi havia 82 homes.
La renda mediana per habitatge era de 62.180 $ i la renda mediana per família de 78.947 $. Els homes tenien una renda mediana de 56.303 $ mentre que les dones 35.136 $. La renda per capita de la població era de 34.927 $. Aproximadament el 0,6% de les famílies i l'1,5% de la població estaven per davall del llindar de pobresa.

## Poblacions més properes
El següent diagrama mostra les poblacions més properes.